# Ради, Розана
Розана Ради (алб. Rozana Radi, род. 6 июля 1979 г. в г. Тирана, Албания) — албанская певица, автор песен и актриса. Победительница 18-го выпуска Kënga Magjike в 2016 году.

## Жизнь и карьера

### 1979—2012: Ранняя жизнь и начало карьеры
Розана Ради родилась 6 июля 1979 года в албанской семье в городе Тирана, Народная Республика Албания, нынешняя Албания. Ради выпустила несколько успешных синглов в Албании, а также сотрудничала с несколькими известными албанскими исполнителями. Вместе с рэпером Noizy она выпустила синглы "Fly" ("Лети") и "Mr. Yesterday" ("Мистер Вчера"). В 2009 году Ради выступила в Kënga Magjike в 2009 году, где заняла 10-е место с песней "Femër" ("Женский") и получила приз за лучший стиль пения. В следующем году она выступила в Kënga Magjike 2010 с Рамаданом Красничи и песней "Valsi i tradhtisë" ("Вальс предательства"). В 2011 году она третий год подряд участвовала в конкурсе Kënga Magjike 2011. На этот раз она участвовала с рэпером Mc Kresha и песней "Jabadabadu". В мае 2012 года она выпустила вместе с группой Aragona балладу "Tepër jemi dashtë" ("Мы слишком сильно отстали"). Летом 2012 года она выпустила песню "O sa mirë me qenë shqiptar" ("Хорошо быть албанцем"), а осенью приняла участие в Kënga Magjike 2012 с песней "Ti s'ke zemër" ("У тебя нет сердца"). Она также была удостоена приза за лучшее выступление на конкурсе.

### 2013—настоящее время: Kënga Magjike и постоянный успех
В 2013 году Ради участвовала в конкурсе Kënga Magjike 2013 с песней "Bekim". Она дошла до второго полуфинала конкурса, а также прошла в финал. В финале Ради набрала 494 балла и заняла восьмое место. В 2016 году Ради выступила в Kënga Magjike с песней "Ma thuaj ti" ("Ты скажи мне"), которую она сама написала вместе с Элгит Додой. Она прошла в финал, где после голосования стала победительницей конкурса. В декабре 2017 года она внесла свой вклад в Festivali i Këngës, написав текст песни для Маньолы Наллбани ("То самое небо В 2009 году Ради снялась в выпущенном в США албанском короткометражном фильме "Мира", в котором она сыграла главную роль. Фильм был спродюсирован Димитром Исмайлаем, а Ради сыграла с Тинкой Курти и другими. Премьера фильма состоялась на международном кинофестивале Real to Reel в Соединенных Штатах в июле 2009 года. Фильм был снят в Тиране, Албания.

## Личная жизнь
Дядя Ради, Франческ Ради, успешный певец. Ранее у неё были отношения с косовско-албанским рэпером MC Kresha. Они расстались в 2012 году, и в настоящее время Ради помолвлена с офицером албанской полиции Шпетимом Каракуши.